# Ortegal
Ortegal egy comarca (járás) Spanyolország Galicia autonóm közösségében, A Coruña tartományban. Székhelye Ortigueira. Népessége 2005-ös adatok szerint 15 810 fő volt.

## Települések
A székhely neve félkövérrel szerepel.
- Cariño
- Cerdido
- Mañón
- Ortigueira